# 国際親善女子車いすバスケットボール大阪大会
国際親善女子車いすバスケットボール大阪大会（こくさいしんぜんじょしくるまいすばすけっとぼーるおおさかたいかい、英称： International Women's Wheelchair Basketball Friendship Games OSAKA CUP）は、2003年（平成15年）から毎年2月頃に大阪府大阪市のAsueアリーナ大阪で開催される車いすバスケットボールの国際大会である。通称大阪カップ。

## 概要
2000年シドニーパラリンピックで車いすバスケットボール日本選手団総監督を務めていた髙橋明（大阪市障害者福祉・スポーツ協会）がそのネットワークを活かして2003年（平成15年）に創設、第1回大会が開催され、以来毎年開催されている。当初は男子ナショナルチームの大会だったが、2007年（平成19年）から日本国内開催で唯一の女子ナショナルチームの国際大会となり、車いすバスケットボール女子日本代表と招待された日本国外の女子車いすバスケットボールナショナルチームが参加して3日間に渡り開催されている。大会開催前に参加チームが小中学校を訪問する学校交流会が行われている。当初は大阪府が開催費用を負担していたが、2013年度（2014年2月）は市の事業見直しによる負担半減により車いすバスケットボール交流会となり、招待チームはオーストラリア1チームとなった。2014年度（2015年2月開催）から市の負担は無くなり、スポンサー企業からの協賛金による自立運営で開催している。
- 主催 - 日本車いすバスケットボール連盟、大阪市障害者福祉スポーツ協会、大阪市
- 主管 - 国際親善女子車いすバスケットボール大阪大会実行委員会、事務局：大阪市障害者福祉スポーツ協会障がい者スポーツ振興部スポーツ振興室

## 結果
- 2003 - 2006は男子チームの大会

| 開催年 | 優勝チーム     | MVP               |
| ------ | -------------- | ----------------- |
| 2011   | 日本A          |                   |
| 2012   | オーストラリア |                   |
| 2013   | オーストラリア |                   |
| 2014   | 交流会を開催   |                   |
| 2015   | 日本           | 萩野真世          |
| 2016   | ドイツ         | アニカ ツェイエン |
| 2017   | オランダ       | マリスカ ベイエル |
| 2018   | オランダ       | ボー クラメル     |
| 2019   | オランダ       | マリスカ ベイエル |
| 2020   | カナダ         | アリン・ヤング    |
| 2021   | 中止           |                   |